# 金菲爾德 (緬因州普查規定居民點)
金菲爾德（英語：Kingfield）是位於美國緬因州富蘭克林縣的一個普查規定居民點。

## 人口
根據2020年美國人口普查的數據，金菲爾德的面積為9.44平方千米，當中陸地面積為9.42平方千米，而水域面積為0.02平方千米。當地共有人口640人，而人口密度為每平方千米67.8人。